# Bitwa pod Opis
Bitwa pod Opis – starcie zbrojne, które miało miejsce ok. 26 września 539 roku p.n.e. w środkowej Mezopotamii (obecnie okolice Bagdadu) między wojskami nowobabilońskimi, dowodzonymi przez syna króla Nabonida, Baltazara (oraz prawdopodobnie samego Nabonida), a najeżdżającą Babilonię armią perską dowodzoną przez Cyrusa. Była to jedyna duża bitwa kampanii babilońskiej Cyrusa. 
Baltazar, który miał słabszą armię, usiłował uniemożliwić wojskom perskim przejście na drugi brzeg Tygrysu. W tym celu na polecenie ojca obstawił wojskiem cały brzeg w pobliżu miasta Opis. Dzięki osobistej odwadze Cyrusa wojsko perskie przeszło przez rzekę prawie bez użycia łodzi. Siły babilońskie zostały całkowicie rozbite, Baltazar prawdopodobnie zginął, a Nabonid uciekł (został później- ok. 14 października aresztowany w Babilonie). 
Po bitwie Cyrus zniszczył doszczętnie Opis (którego mieszkańcy prawdopodobnie wystąpili przeciw niemu zbrojnie) aby pokazać innym miastom, w tym stolicy Nabonida, Babilonowi, że opór nie ma sensu. Po bitwie Cyrus podzielił armię na dwie części - sam 12 października zajął bez walki Sippar, Babilon zaś poddał się dowodzonym przez Gobryasa wojskom perskim 13 października. Los Babilonii został przypieczętowany.